# Tablica multimedialna

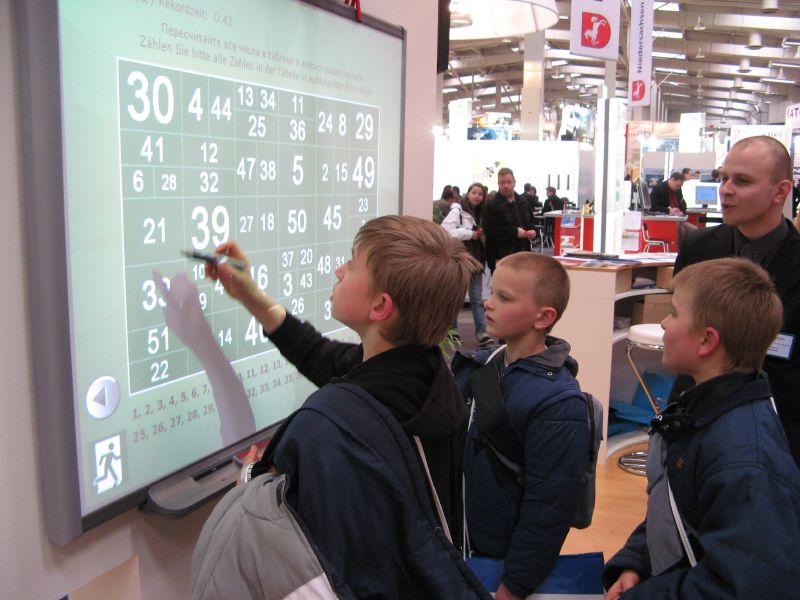
Tablica interaktywna

Tablica interaktywna – urządzenie, które przypomina dużą białą tablicę i umożliwia współdziałanie z podłączonym do niej komputerem oraz projektorem multimedialnym. Można ją porównać do wielkiego monitora, który reaguje na dotyk. W zależności od technologii, w której tablica została wykonana, można używać specjalnego pióra, każdego innego przedmiotu lub dłoni. Osoba korzystająca z tablicy może za jej pomocą obsługiwać dowolny program uruchomiony w komputerze. Interaktywna tablica zazwyczaj dysponuje też własnym specjalistycznym oprogramowaniem, które umożliwia przygotowanie zasobów do wykorzystania podczas wykładu, lekcji czy prezentacji.
Jej działanie polega na przekazywaniu do komputera przez moduł elektroniczny danych na temat położenia względem osi X i Y tablicy specjalnego pisaka. Dane te są następnie obrazowane w postaci położenia kursora myszy na tablicy. W zależności od miejsca w którym znajduje się wskaźnik, trybu pracy tablicy (wybieranego programowo) oraz zdarzenia wywołanego wskaźnikiem następuje określone działanie, które dzięki projektorowi multimedialnemu, wizualizowany jest na tablicy.
Zajęcia można wcześniej zaplanować i zapisać w komputerze. Oprogramowanie tablicy obejmuje specjalnie opracowany zestaw elementów graficznych oraz szablonów. Utworzone materiały, mogą być zapisane na dysku komputera. Później można je przesłać pocztą elektroniczną, ponownie odtworzyć na kolejnych zajęciach lub wydrukować.